# Trechona venosa
Espèce
Synonymes
- Mygale venosa Latreille, 1832
- Mygale zebrata Walckenaer, 1835
- Mygale zebra C. L. Koch, 1842

Trechona venosa est une espèce d'araignées mygalomorphes de la famille des Dipluridae.

## Distribution
Cette espèce est endémique du Brésil. Elle se rencontre dans la forêt atlantique dans les États de Rio de Janeiro, d'Espírito Santo et du Minas Gerais.

## Systématique et taxinomie
La sous-espèce Trechona venosa rufa a été élevée au rang d'espèce par Pedroso, Baptista et Ferreira en 2008.

## Publication originale
- Latreille, 1832 : Vues générales sur les aranéides à quatre pneumobranches ou quadripulmonaires, suivies d'une notice de quelques espèces de mygales inédites et de l'habitation de celle que l'on nomme nidulans. Nouvelles annales du Muséum d'histoire naturelle, Paris, vol. 1, p. 61-76 (texte intégral).